# Gryllopsis saltator
Gryllopsis saltator är en insektsart som först beskrevs av Henri Saussure 1877.  Gryllopsis saltator ingår i släktet Gryllopsis och familjen syrsor. Inga underarter finns listade i Catalogue of Life.